# Klaus Megerle
Klaus Megerle (* 1943; † 1993) war ein deutscher Politikwissenschaftler.
Megerle wurde 1971 an der Freien Universität Berlin mit einer Studie zur Außenpolitik des Jahres 1925 promoviert. Er habilitierte sich 1981 ebenda mit einer Studie über die Industrialisierung in Württemberg.

## Schriften (Auswahl)
Monografien
- Die nationalsozialistische Machtergreifung. Wissenschaftlicher Autoren-Verlag, Berlin 1982.
- Württemberg im Industrialisierungsprozeß Deutschlands. Ein Beitrag zur regionalen Differenzierung der Industrialisierung. Klett-Cotta, Stuttgart 1981.
- Deutsche Außenpolitik 1925. Ansatz zu aktivem Revisionismus. Lang, Bern/Frankfurt 1974 (zugleich: Dissertation, Freie Universität, 1971).

Herausgeberschaft
- mit Detlef Lehnert: Politische Teilkulturen zwischen Integration und Polarisierung. Zur politischen Kultur in der Weimarer Republik. Leske u. Budrich, Opladen 1990.
- mit Detlef Lehnert: Politische Identität und nationale Gedenktage. Zur politischen Kultur in der Weimarer Republik. Leske u. Budrich, Opladen 1989.
- Warum gerade die Nationalsozialisten? Wissenschaftlicher Autoren-Verlag, Berlin 1983.
- mit Wolf-Dieter Narr: Modell Studienreform. Curriculum Politische Wissenschaft an der Freien Universität Berlin. Leske u. Budrich, Opladen 1976.